# Ronnie Robertson
Ronnie Robertson, född 25 september 1937 i Brackenridge i Pennsylvania, död 5 februari 2000 i Irvine i Kalifornien, var en amerikansk konståkare.
Robertson blev olympisk silvermedaljör i konståkning vid vinterspelen 1956 i Cortina d'Ampezzo.